# Issy Bonn
Pour les articles homonymes, voir Bonn (homonymie).
Issy Bonn (1903 – 1977) est un acteur, chanteur et comédien juif britannique, célèbre pour son enregistrement de My Yiddishe Momme. Il est apparu dans deux films, I Thank You (en) en 1941 et Discoveries (en) en 1939, où il interprète Mr. Schwitzer.
Bonn joue sur BBC Radio des spectacles de musique et de music-hall avant de prendre sa retraite pour devenir agent théâtral. Son image apparaît sur la couverture de l'album des Beatles, Sgt.pepper's Lonely Hearts Club Band. Il est mort lors de son 74e anniversaire à Londres, où il était né.